# 弗拉納根冰川
79°29′S 82°42′W / 79.483°S 82.700°W
弗拉納根冰川是南極洲的冰川，位於埃爾斯沃思地，處於赫里蒂奇嶺的先驅高地，發源自湯普森陡崖，流經格羅斯山和寧巴斯山，最終注入尤尼昂冰川。